# Seznam premiérů Jugoslávie
Toto je seznam předsedů vlády Království SHS a Jugoslávie a předsedů Svazového výkonného výboru Jugoslávie.

## Předsedové vlády
- Premiéři Království Srbů, Chorvatů a Slovinců (1918–1929)
  - Nikola Pašić (1918)
  - Stojan Protić (1918–1919)
  - Ljubomir Davidović (1919–1920)
  - Stojan Protić (1920)
  - Milenko Vesnić (1920–1921)
  - Nikola Pašić (1921–1924)
  - Ljubomir Davidović (1924)
  - Nikola Pašić (1924–1926)
  - Nikola Uzunović (1926–1927)
  - Velimir Vukićević (1927–1928)
  - Anton Korošec (1928–1929)
  - Petar Živković (1929)
- Premiéři Království Jugoslávie (1929–1945)
  - Petar Živković (1929–1932)
  - Vojislav Marinković (1932)
  - Milan Srškić (1932–1934)
  - Nikola Uzunović (1934)
  - Bogoljub Jevtić (1934–1935)
  - Milan Stojadinović (1935–1939)
  - Dragiša Cvetković (1939–1941)
  - Dušan Simović (1941–1942), od dubna 1941 v exilu v Londýně
  - Slobodan Jovanović (1942–1943), v exilu v Londýně
  - Miloš Trifunović (1943–1944), v exilu v Londýně
  - Božidar Purić (1943–1944), v exilu v Londýně a v Káhiře
  - Ivan Šubašić (1944–1945), v exilu v Londýně
  - Josip Broz Tito (1945)
- Premiéři AVNOJské Jugoslávie (1945–1991)
  - Josip Broz Tito (1945–1963)
  - Petar Stambolić (1963–1967)
  - Mika Špiljak (1967–1969)
  - Mitja Ribičič (1969–1971)
  - Džemal Bijedić (1971–1977)
  - Veselin Đuranović (1977–1982)
  - Milka Planinc (1982–1986)
  - Branko Mikulić (1986–1989)
  - Ante Marković (1989 – 20. prosinec 1991)
  - Aleksandar Mitrović (20. prosince 1991 – 14. července 1992) (zastupující)
- Premiéři Svazové republiky Jugoslávie (1992–2003)
  - Milan Panić (14. července 1992 – 9. února 1993)
  - Radoje Kontić (9. února 1993 – 19. května 1998)
  - Momir Bulatović (19. května 1998 – 4. listopadu 2000)
  - Zoran Đinđić (4. listopadu 2000 – 24. července 2001)
  - Dragiša Pešić (24. července 2001 – 17. března 2003)
- Předseda Rady ministrů Státního společenství Srbska a Černé Hory (2003–2006)
  - Svetozar Marović (7. března 2003 – 3. června 2006), jako prezident